# جاي جاي ستوكس
جاي جاي ستوكس (بالإنجليزية: J. J. Stokes)‏ هو لاعب كرة قدم أمريكية أمريكي، ولد في 6 أكتوبر 1972 في سان دييغو في الولايات المتحدة.

## وصلات خارجية
- جاي جاي ستوكس على موقع مرجع كرة القدم المحترفة.كوم (الإنجليزية)